# Angelo Gaslini
Angelo Gaslini (Milano, 1841 – Sesto San Giovanni, 1925) è stato un imprenditore italiano e un possidente agrario.
Figlio del nobile Gaetano Gaslini, notaio in Milano, acquistò verso la fine dell'Ottocento la vecchia Filanda Savini a Sesto San Giovanni, da allora in poi Filanda Gaslini, contribuendo tra i primi al passaggio dall'economia agraria allo sviluppo industriale di Sesto.
La sua attività imprenditoriale si svolse anche nell’agro laziale a Paliano sviluppando la coltura dei gelsi e la viticoltura . 
Fu autore del manuale Hoepli dal titolo Prodotti agricoli del tropico con riguardo speciale alla colonia eritrea. Manuale pratico del piantatore pubblicato a Milano nel 1896. Il libro è un manuale pratico per la coltivazione del caffè, la canna da zucchero, il pepe, il tabacco, il cacao, il tè, il dattero, il cotone, il cocco, la coca, il banano, l'aloe, l'indaco, il tamarindo, l'ananas, il chinino, la juta, il baobab, la papaia, l'albero del caucciù, la guttaperca, l'arancio, le perle. Il volume, oggi molto raro, fu pubblicato con dedica al  barone Alberto Blanc, ministro degli esteri del regno di Umberto I di Savoia, suo amico personale. 
Scrisse inoltre numerosi articoli di politica ed economia sulla rivista romana L’Avvenire. 
Fu consigliere comunale a Sesto , Cavaliere della Corona d'Italia e Cavaliere Mauriziano.
Il figlio Gaetano, tenente del regio esercito italiano, cadde ad Adua nel 1894, fu decorato con medaglia d'argento al valor militare e gli è dedicata una via a Sesto San Giovanni.